# Stenohebrus
Stenohebrus is een geslacht van wantsen uit de familie van de Hebridae. Het geslacht werd voor het eerst wetenschappelijk beschreven door J. Polhemus in 1995.

## Soorten
Het genus is monotypisch en bevat alleen de volgende soort:

- Stenohebrus glaesarius J. Polhemus, 1995